# Anton Kasipović
Anton Kasipović in serbo cirillico,  Антон Касиповић, (Banja Luka, 1956) è un politico bosniaco di etnia croata.
È l'attuale ministro dell'Istruzione nel governo della Repubblica Serba presieduto da Aleksandar Džombić, carica che ha già ricoperto nel precedente esecutivo.
Laureato presso la Facoltà di Legge dell'Università degli Studi di Banja Luka, è stato presidente del Governo della Repubblica Serba ad interim, dopo la nomina di Milorad Dodik come presidente della Repubblica Serba, per un breve periodo dal 15 novembre al 29 dicembre 2010. Sposato e padre di un bambino.